# Mieniak metisowy
Mieniak metis (Apatura metis) – gatunek motyla z rodziny rusałkowatych (Nymphalidae). Jest podobny do formy Apatura ilia f. clytie mieniaka strużnika. Nazwa "mieniak metisowy" powstała w wyniku spolszczenia. Nie ma jeszcze oficjalnej polskiej nazwy gatunku. Metis to greckie bóstwo, pierwsza żona Zeusa.
Wygląd
Samiec tego gatunku, jak i innych z tego rodzaju, mieni się na fioletowo, jeśli spojrzeć nań pod odpowiednim kątem. Samica bez połysku. Na szarobrązowym tle (samiec) widnieje jasnożółty lub pomarańczowy wzór. Samica jest brązowa, a jej rysunek jest mniej efektowny. Spód jest kremowo żółty. Rozpiętość skrzydeł: 75 mm.
Czas lotu
Od czerwca, do sierpnia. Zimuje gąsienica. Motyl jest wytrwałym lotnikiem. Samce rywalizują o samice. Siedzą na liściach i wyczekują przelatujących w pobliżu samic. Gatunek ten związany jest z drzewami.
Biotop
Polany leśne, skraje lasów, leśne drogi w pobliżu rzek, jezior, stawów i potoków lub bagien. Występuje wszędzie tam, gdzie wierzba biała. Chętnie siada na gnijących resztkach padliny, odchodów lub na mokrej glebie. Wygrzewa się w słońcu, prezentując ubarwienie. 
Stadia rozwojowe
Gąsienica przypomina ślimaka nagiego, tj. jest zwężona na obu końcach, obła, zielona w jasne paski i na szczycie głowy ma dwa długie wyrostki. Żyje na wierzbie białej. Poczwarka, zielona w ciemne plamki, jest wisząca.
Występowanie
Zamieszkuje basen Morza Śródziemnego, a szczególnie Półwysep Bałkański. W Polsce nie stwierdzono, często mylnie określa się mianem mieniaka metisowego formę mieniaka strużnika – clytie. Prawdopodobnie zalatujące osobniki notowano jeszcze wówczas, gdy gatunek ten żył w Czechach.